# Sint-Michaelkerk (Maršíkov)

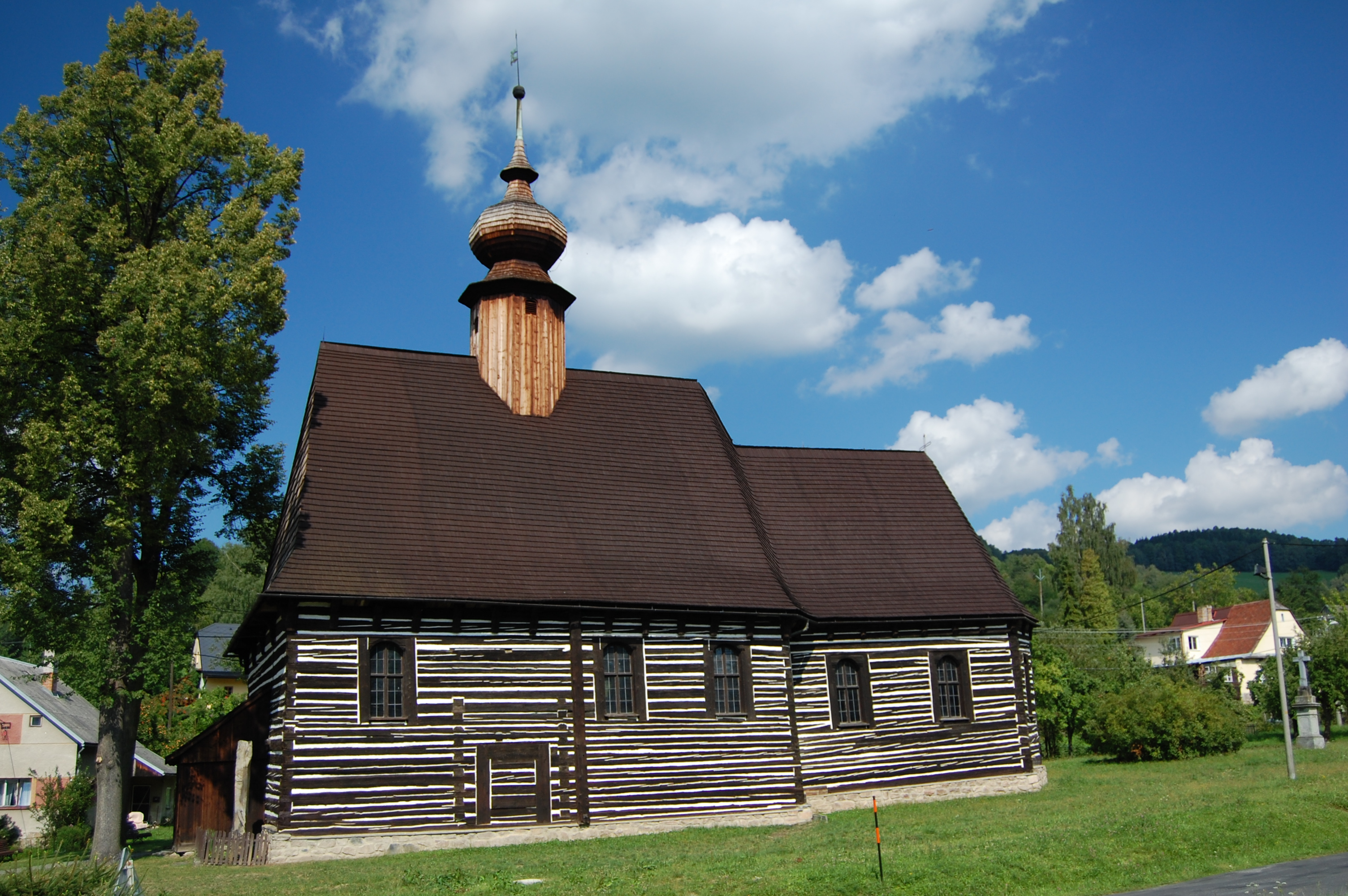
De kerk

De Sint-Michaelkerk (Tsjechisch: kostel svatého Michaela) is een bijzonder renaissancistisch houten gebouw uit het jaar 1609 met een interieur in barok- en rococostijl. De kerk werd gebouwd voor de lutherse eredienst maar wordt sinds de Slag op de Witte Berg (1620) gebruikt door de rooms-katholieke Kerk.
De kerk ligt in het dorpje Maršíkov in Noord-Moravië. Het is een Tsjechisch cultureel monument.

## Geschiedenis van de kerk
De huidige kerk is gebouwd op de plaats van een oudere kerk die vanwege de slechte staat waarin hij verkeerde in 1609 werd afgebroken. Voor de bouw van de nieuwe kerk in hetzelfde jaar werden balken gebruikt van een gesloopte oude kerk in Velké Losiny. Een deel van de kosten ter grootte van 187 tolar werd vergoed uit de kerkelijke kas, het grootste deel echter werd betaald door de adellijke familie Žerotin. Het altaar met een afbeelding van de Heilige Michael werd in 1649 ingewijd. In de jaren 1655-1657 vonden enkele verbouwingen plaats, de kerk kreeg onder meer een stenen vloer. De rococo-versieringen werden in 1776-1777 aangebracht. Het kerkhof dat tot die tijd de kerk omringde werd in 1900 opgeheven. In 1930-1931 kreeg het bouwwerk een nieuwe stenen fundering en slechte houten balken werden vervangen. Deze renovatie werd betaald door de staat. In 1964, 1972 en 2000 vonden werkzaamheden plaats, aan onder meer het dak, waarvoor de gemeente Velké Losiny de middelen verschafte.

## Bouw
De kerk is langwerpig van vorm, heeft een veelhoekig einde en een ingebouwde achthoekige toren in de vorm van een dakruiter midden op de nok van het schip. De hal en sacristie zijn naar lutherse gewoonte naar het noorden gericht. Het hoge dak is gedekt met houten dakspanen. De buitenkant van de kerk is nog origineel, alleen de barokke uientoren is later bedekt met houten dakspanen. De kerkzaal is 14 meter lang en 11,5 meter breed, de kansel is 6 meter diep.

## Interieur

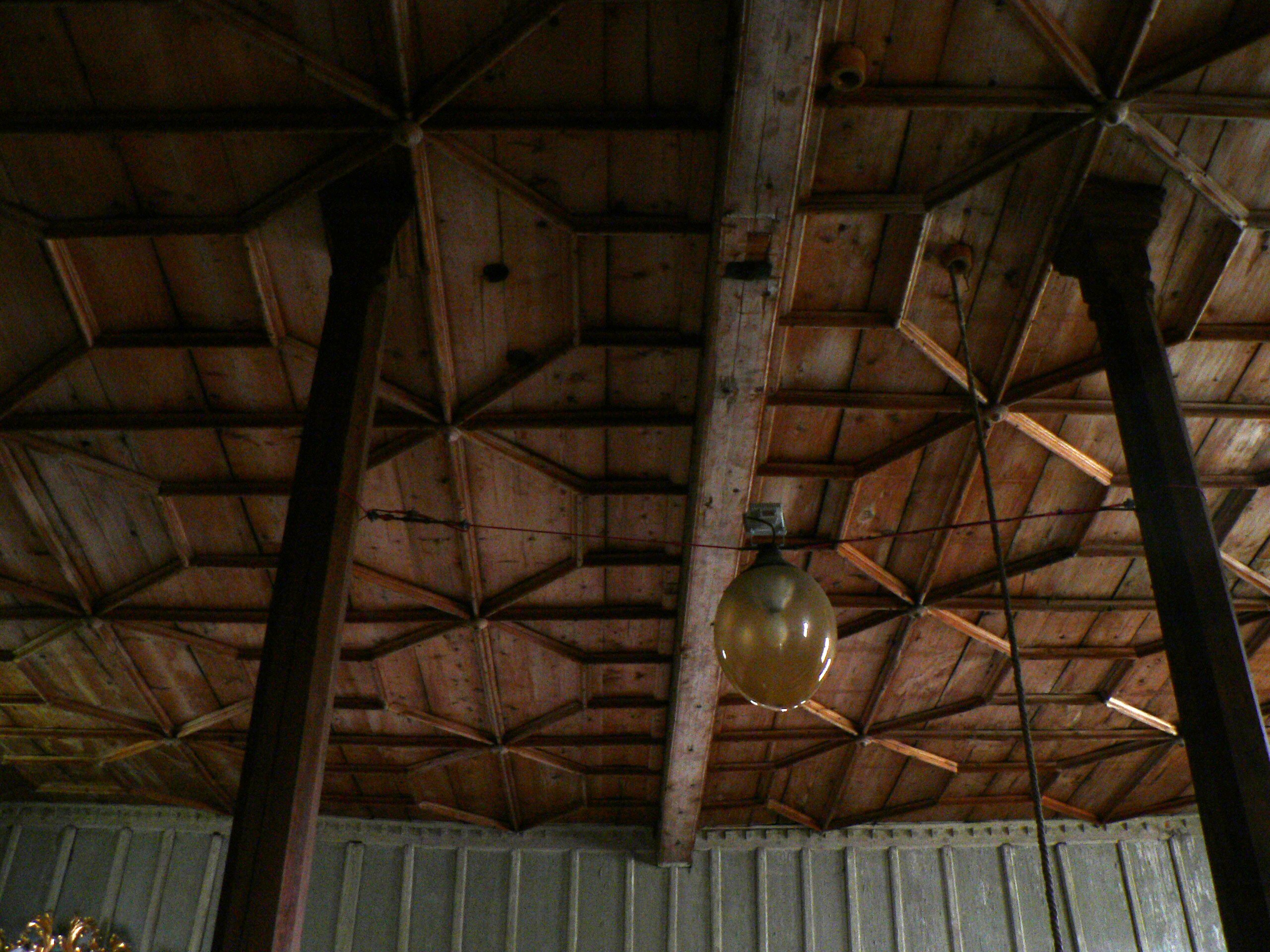
Het cassettenplafond

Het interieur van de kerk is grotendeels in de oorspronkelijke staat bewaard gebleven. De binnenwanden zijn bedekt met planken, de kieren bedekt met latten. Enigszins niet-traditioneel is het cassettenplafond van het schip, de rechthoekige vormen zijn gemaakt van latten. Het plafond wordt ondersteund door twee pilaren. Een architectonisch sieraad is het houten gewelf van het priestergedeelte, een kopie van het grote gewelf, versierd met ondiepe cassettes en twee lunetten. Aan de linkerkant is het ingebouwde koor geplaatst. De vloer bestaat uit grote platen natuursteen.
De kerk bevat veel bezienswaardigheden in barok- en rococostijl, waaronder: 
- De gotische klok, net zo oud als de kerk zelf (1609)
- Een wijwaterbak uit de tweede helft 16de eeuw
- Een zilveren kelk (1614), geschonken door Přemyslav II van Žerotin
- Een bijzonder doopvont in renaissance stijl (1615)
- Rococo zijaltaren en preekstoel
- Een uniek barok orgel van de orgelbouwer Kašpar Weltzel (1776), gerestaureerd in 1973 in Krnov
- Diverse beelden en schilderijen in barok- en rococostijl.

De hal van de kerk is altijd open, het is mogelijk om door een houten rooster het interieur van de kerk te bekijken. Op verzoek wordt een rondleiding gegeven.